# George W. Housner
George W. Housner (Saginaw, 9 de dezembro de 1910 — Pasadena, 10 de novembro de 2008) foi um engenheiro estadunidense.
Especialista em engenharia sísmica, foi laureado com a National Medal of Science. Graduado em engenharia civil pela Universidade de Michigan. Mestrado em 1934 e doutorado em 1941 no Instituto de Tecnologia da Califórnia, onde foi professor de engenharia sísmica de 1945 a 1981, quando aposentou-se.
Em reconhecimento a contribuições à pesquisas sobre projetos de engenharia com segurança contra sismos, o Earthquake Engineering Research Institute concede anualmente a Medalha George W. Housner.
Faleceu de causas naturais em 10 de novembro de 2008, em Pasadena, com 97 anos de idade.